# Referendum costituzionale in Russia del 2020
Il referendum costituzionale in Russia del 2020 è stato indetto per approvare o respingere una legge di revisione costituzionale che include cambiamenti radicali alla costituzione e prevede, tra le altre cose, il permesso a Putin di ricandidarsi per altri due mandati presidenziali di sei anni e misure sociali su pensioni e stato sociale, nonché misure conservatrici come il divieto costituzionale del matrimonio tra persone dello stesso sesso, assicurare educazione patriottica nelle scuole e porre la costituzione al di sopra del diritto internazionale.
Le votazioni si sono tenute dal 25 giugno al 1º luglio 2020. Il referendum è stato proposto dal presidente Vladimir Putin durante il suo discorso all'Assemblea federale il 15 gennaio 2020.
Il referendum è legalmente indicato come un "voto tutto russo" (in russo: общероссийское голосование, romanizzato: obščerossijskoe golosovanie), poiché non si svolge in conformità con la legge costituzionale federale sul referendum.
Il voto era originariamente previsto per il 22 aprile, ma a causa della pandemia di COVID-19 nel paese il voto è stato rinviato ad una data successiva.
Ci sono state varie manifestazioni e critiche sulla legittimità della votazione da parte degli oppositori, tra questi anche Aleksej Naval'nyj.

## Legittimità
Sono arrivate varie critiche sulla legittimità del voto alla Commissione Centrale Elettorale della Federazione Russa soprattutto dopo che una videocamera ha intercettato un dipendente della Commissione Centrale Elettorale che ha aperto le urne, mettendo molte schede elettorali probabilmente false nelle urne del sì a San Pietroburgo; la dipendente in seguito è stata licenziata. La vicenda ha fatto molto scalpore e ha portato a varie manifestazioni mosse dai leader di opposizione, principalmente dall'oppositore Aleksej Naval'nyj, che nel 2019 è stato escluso dalle elezioni presidenziali del 2024 che scatenarono le Proteste di Mosca del 2019.